# Camptomyia fenestralis
Camptomyia fenestralis är en tvåvingeart som först beskrevs av Bremi 1847.  Camptomyia fenestralis ingår i släktet Camptomyia och familjen gallmyggor.
Artens utbredningsområde är Schweiz. Inga underarter finns listade i Catalogue of Life.